# Jean Samuelson
Johan (Jean) Michael Samuelson var en svensk bildhuggare verksam under 1700-talets mitt.
Han var gift med Catharina Charlotta Samuelson och erhöll burskap som bildhuggare i Göteborg 1747. Han slutförde Jonas Larsson Elfvenberg och Nils Kihlmans påbörjade altaruppsats för Caroli kyrka i Borås 1748–1749 som var en replik av Marcus Jägers altaruppsats som förstördes genom en eldsvåda 1727. Man antar att han även har utfört den träskulptur av aposteln Paulus som finns i samma kyrka. Av bevarade handlingar framgår att han var verksam 1762.